# Distaplia megathorax
Distaplia megathorax är en sjöpungsart som beskrevs av Monniot 1981. Distaplia megathorax ingår i släktet Distaplia och familjen Holozoidae.
Artens utbredningsområde är Södra Ishavet. Inga underarter finns listade i Catalogue of Life.